# نووی بیجوو
نووی بیجوو (به چکی: Nový Bydžov) یک منطقهٔ مسکونی در جمهوری چک است که در ناحیه هرادتس کرالووه واقع شده‌است. نووی بیجوو ۷٬۱۲۹ نفر جمعیت دارد.